# Alex Giorgetti
Alex Giorgetti (Budapeste, 24 de dezembro de 1987) é um jogador de polo aquático italiano, medalhista olímpico.

## Carreira
Giorgetti fez parte do elenco vice-campeão olímpico pela Itália em Londres 2012.